# Jussi Lappi-Seppälä
Johannes (Jussi) Lappi-Seppälä (né le 26 février 1911  à Tampere – mort le 24 janvier 1977 à Helsinki) est un architecte et un député finlandais.

## Biographie
De 1953–1971, il est directeur général de la  Direction des bâtiments de Finlande.

## Écrits
- Vaeltajavartion urotyö: Seikkailukertomus. Poikien seikkailukirjasto 37. Otava 1933, 2. painos 1959.
- Partiolaisen muistikirja 1. Otava 1934.
- Tulevan polyteekkarin opiskeluopas. Akateeminen kirjakauppa, Helsinki 1934, 2. painos 1940.
- Pelastus perikadosta: Seikkailukertomus. Poikien seikkailukirjasto 44. Otava 1934.
- Stålhandsken kasvinkumppani: Historiallinen kertomus. Poikien seikkailukirjasto 55. Otava 1935, 2. painos 1957.
- Aina valmiina: Vaeltajavartion seikkailuja. Poikien seikkailukirjasto 64. Otava 1936, 2. painos 1960, 3. painos Skaudivarustus, Tallinna 1993.
- Elävältä se maistui: Muistelmateos. Muistiin merkitsemisessä avusti Mirja Lappi-Seppälä. Kirjayhtymä 1972.

## Ouvrages
- Mairie d'Harjavalta, 1952
- Bureaux de Kaleva, Oulu, 1953[2]
- Mairie de Liminka, 1955[3]
- Mairie de Kauhajoki, 1952

## Galerie

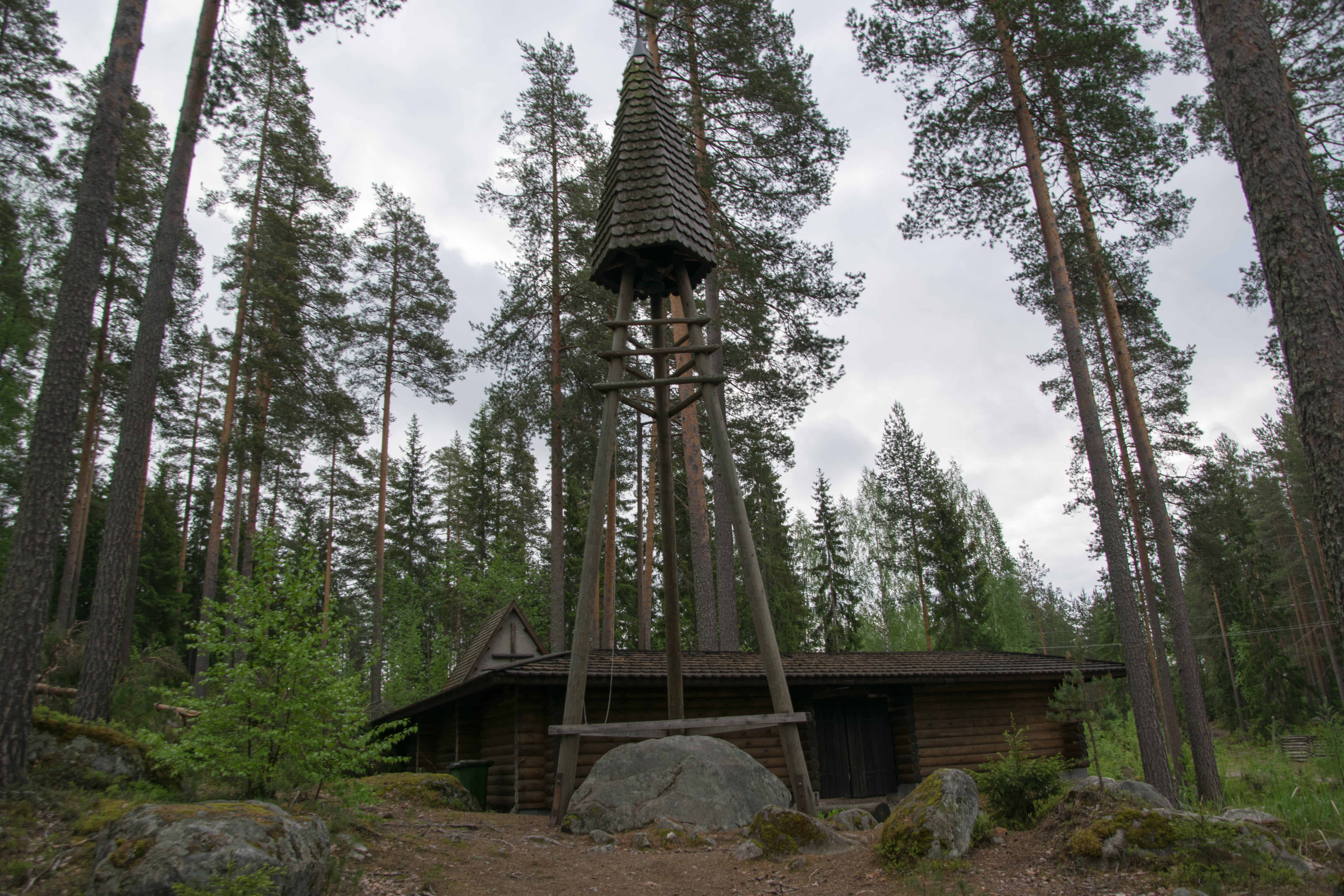
Église de Ristikivi
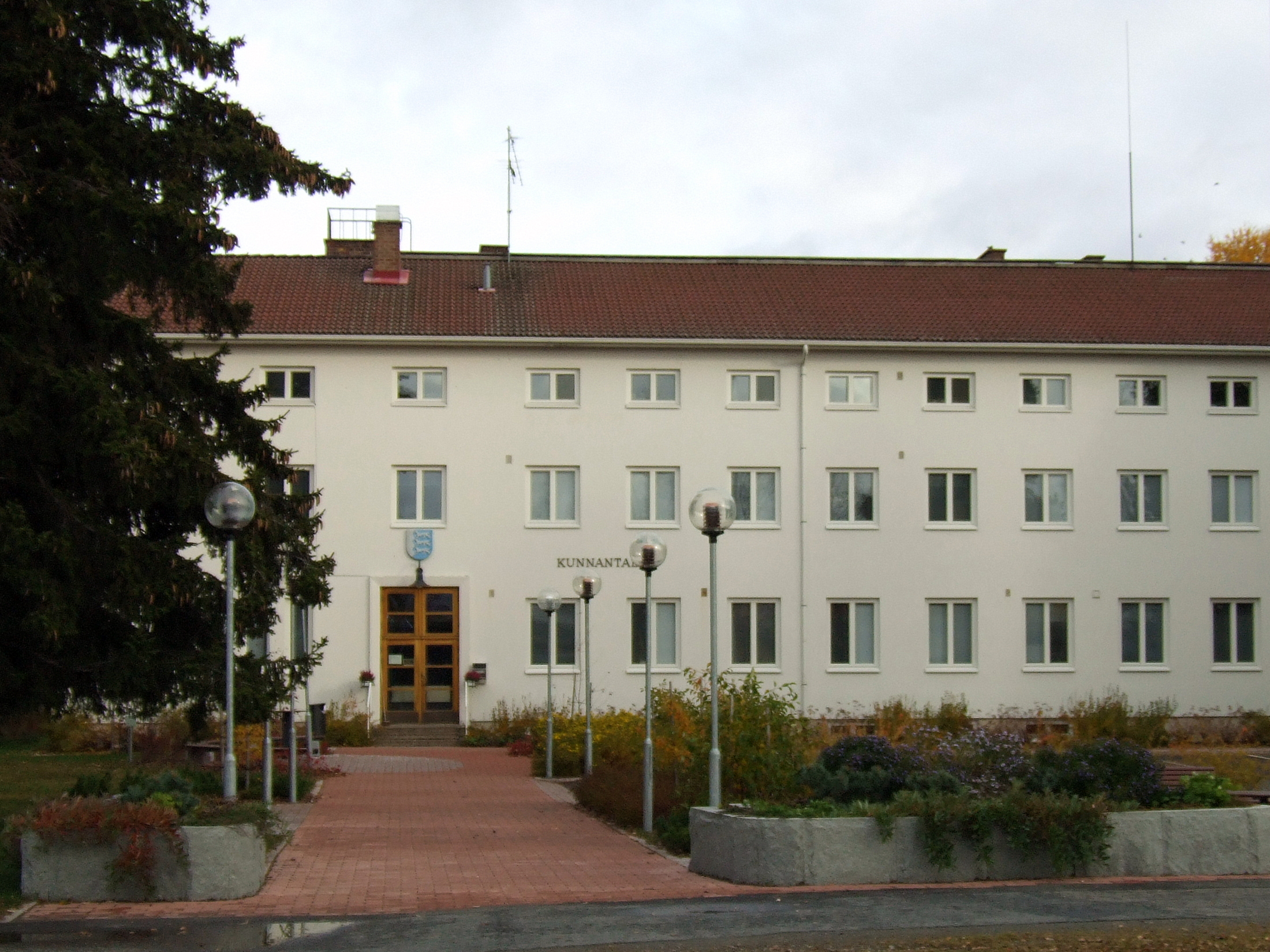
Mairie de Liminka.
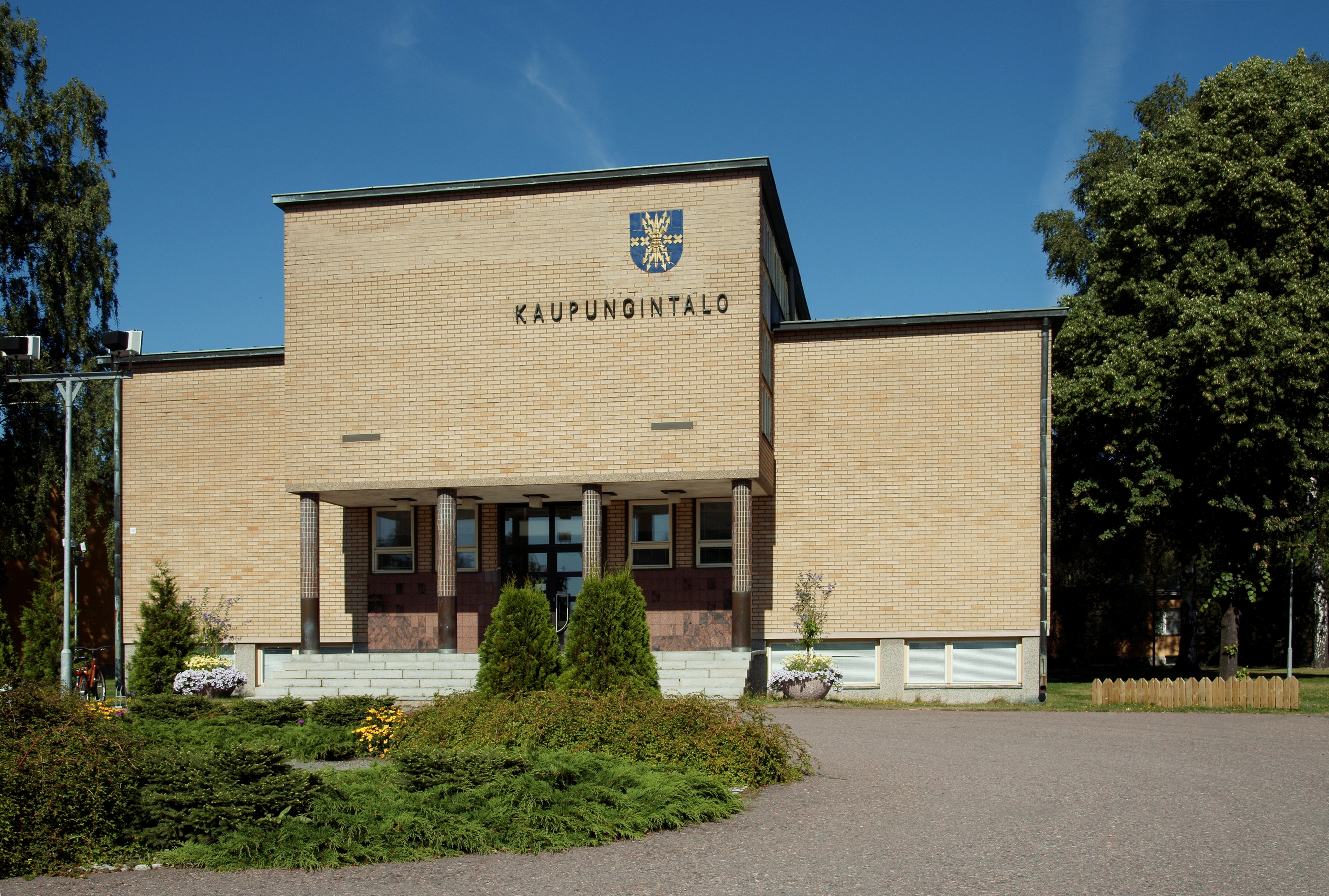
Mairie d'Harjavalta